# Shawn Horcoff
Shawn Horcoff (ur. 17 września 1978 w Trail, Kolumbia Brytyjska) – kanadyjski hokeista, reprezentant Kanady.

## Kariera
- Trail Smoke Eaters (1994–1995)
- Chilliwack Chiefs (1995–1996)
- Michigan Wolverines (1996–2000)
- Hamilton Bulldogs (2000–2001)
- Edmonton Oilers (2000–2004)
- Mora (2004–2005)
- Edmonton Oilers (2005–2013)
- Dallas Stars (2013-2015)
- Anaheim Ducks (2015-2016)

Grał w amerykańskiej lidze akademickiej NCAA na University of Michigan. W drafcie NHL z 1998 został wybrany przez Edmonton Oilers. Od 2000 w barwach tej drużyny w lidze NHL rozegrał 12 sezonów. Pierwotnie w sierpniu 2008 przedłużył kontrakt z klubem o sześć lat, jednak przed jego wypełnieniem w lipcu 2013 został zawodnikiem Dallas Stars (w toku wymiany za niego do Edmonton trafił Philip Larsen i rozliczenia draftowe). Od lipca 2015 zawodnik Anaheim Ducks. W styczniu 2016 został zawieszony na 20 meczów po tym jak kontrola antydopingowa wykazała niedozwolone środki w jego organizmie. Po zakończeniu sezonu NHL (2015/2016) zakończył karierę zawodniczą.
W barwach Kanady uczestniczył w turniejach mistrzostw świata w 2003, 2004, 2009.

## Sukcesy

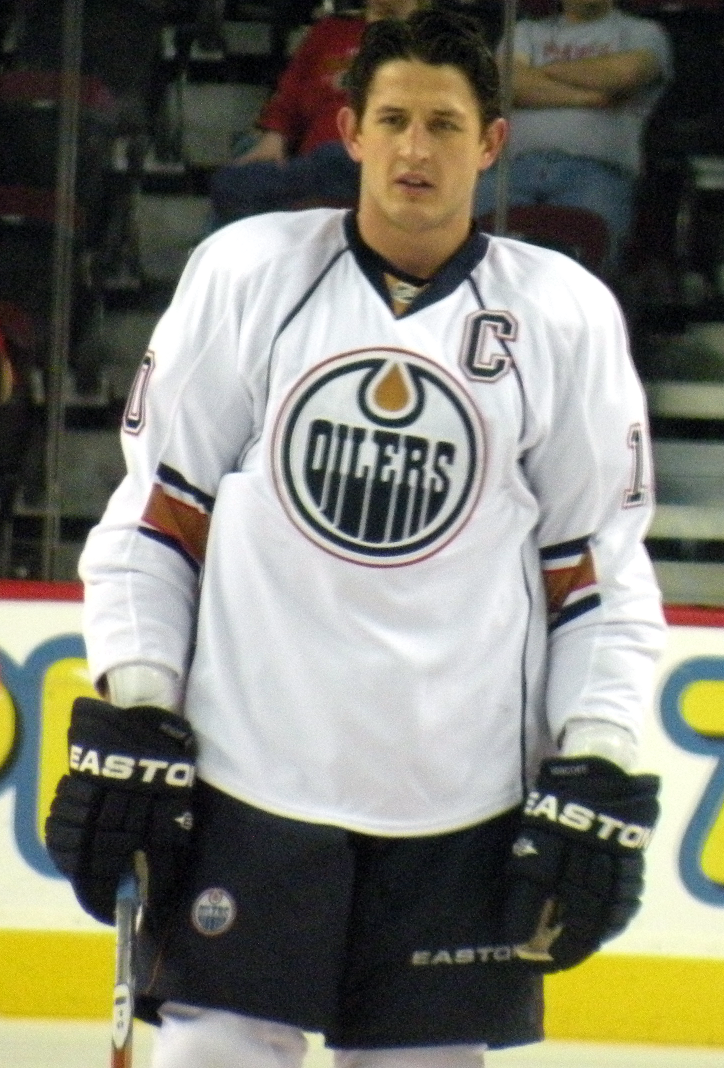
Shawn Horcoff w barwach Edmonton Oilers (2012)

- Złoty medal mistrzostw świata: 2003, 2004
- Srebrny medal mistrzostw świata: 2009

Klubowe
- Mistrzostwo NCAA (CCHA): 1998, 2000
- Clarence S. Campbell Bowl: 2006 z Edmonton Oilers

Indywidualne
- Sezon BCHL 1995/1996:
  - Brett Hull Trophy - pierwsze miejsce w klasyfikacji kanadyjskiej: 145 punktów
  - Najbardziej Wartościowy Zawodnik (MVP) (Coastal / Interior)
  - Pierwszy skład gwiazd
- Sezon NCAA (CCHA) 1999/2000:
  - Najlepszy defensywny napastnik
  - Pierwszy skład gwiazd
  - Pierwszy skład gwiazd Amerykanów
  - Najlepszy zawodnik sezonu
- Sezon Elitserien 2004/2005:
  - NHL All-Star Game
  - Pierwsze miejsce w klasyfikacji kanadyjskiej wśród obcokrajowców: 46 punktów
- Sezon NHL (2007/2008):
  - NHL All-Star Game